# Кралство Кастилия и Леон
Вижте пояснителната страница за други значения на Кастилия.
Кастилска корона (на испански: Corona de Castilla), известна и като Кралство Кастилия и Леон, е трайна политическа уния на различни територии, обединени под властта на кралете на Кастилия. Това политическо формирование съществува от 1230 до 1715 г. За начало на съюза се приема третото и окончателно обединение на Кралство Кастилия и Кралство Леон през 1230 г., когато кастилският крал Фернандо III е коронован за крал на двете кралства, и обединението на техните кортеси няколко десетилетия по-късно. През периода 13-15 в. Кастилската корона играе ключова роля в испанската Реконкиста и успява да отвоюва почти всички територии на Иберийския полусотров, които са били завладени от маврите. През този период главен съперник на Кастилската корона, оспорващ ролята ѝ на освободител на испанските земи, е Кралство Арагон. Съперничеството между двете корони е прекратено през 1469 г., когато се сключва династичен брак между кралица Изабела Кастилска и крал Фердинанд II Арагонски, поставил началото на Испанската монархия.
Съгласно условията на брачния договор Кастилската корона и Арагонската корона запазват своето самоуправление, своите институции и традиции. Обединени, двете кралства завършват окончателно Реконкистата на 2 януари 1492 г., когато войските на Кастилия и Арагон превземат Алхамбра, столицата на арабска Гранада.
Обединението на Кастилската и Арагонската корона е завършено през 1516 г., когато Карл V наследява техните земи и обединява целия Иберийски полуостров под своя власт с изключение на Португалия. Окончателно самостоятелността на Кастилската корона е ликвидирана през 1715 г. след Войната за испанското наследство.
Първоначално столицата на Кастилската корона е гр. Бургос, а по-късно към края на 13 и началото на 14 в. постоянното седалище на кралския двор се премества в Толедо. През 1561 г. Филип II Испански премества столицата в Мадрид.

## Земи на Кастилската корона
На Иберийския полуостров
- Кралство Кастилия
- Кралство Леон
- Астурия
- Кралство Галиция
- Баска област
- Гипоскоа
- Алава
- Екстремадура
- Кралство Толедо
- Кралство Мурсия
- Кралство Кордоба
- Кралство Хаен
- Кралство Севиля
- Кралство Гранада (след 1492 г.)
- Кралство Навара (след 1512 г.)

Отвъдморски територии
- Вицекралство Нова Испания (след 1535 г.)
- Вицекралство Перу (след 1542 г.)
- Кралство Нова Гранада (след 1538 г.)
- Кралство Чили (след 1541 г.)
- Вицекралство Нова Гранада (след 1739 г.)
- Вицекралство Рио де ла Плата (след 1776 г.)
- Губерния Венецуела (след 1777 г.)